# Alijah Vera-Tucker
Solomon Alijah Lewis Vera-Tucker (Oakland, 17 giugno 1999) è un giocatore di football americano statunitense che milita nel ruolo di offensive guard per i New York Jets della National Football League (NFL).

## Carriera universitaria
Vera-Tucker passò la sua prima stagione a USC come redshirt (poteva cioè allenarsi con la squadra ma non scendere in campo). L'anno seguente disputò tutte le 12 partite come guardia di riserva e negli special team. Fu inserito nella formazione ideale della Pac-12 Conference dall'Associated Press e considerò di partecipare al Draft NFL 2020 ma in seguito rinunciò a tale ipotesi. Dopo l'annuncio che la conference avrebbe rimandato la sua stagione per la pandemia di COVID-19, il giocatore annunciò che avrebbe saltato l'intera annata per prepararsi per il Draft 2021. In seguito cambiò la sua decisione dopo che la Pac-12 annunciò che avrebbe giocato in autunno.

## Carriera professionistica
Vera-Tucker fu scelto come 14º assoluto nel Draft NFL 2021 dai New York Jets. Debuttò come professionista partendo come titolare nella gara del primo turno contro i Carolina Panthers. A fine stagione inserito nella formazione ideale dei rookie dalla Pro Football Writers Association dopo avere disputato 16 partite, tutte come titolare.

## Palmarès
- PFWA All-Rookie Team - 2021